# Molokai, la isla maldita
Molokai, la isla maldita é um filme produzido na Espanha e lançado em 1959.